# أرومة ملاطية
الأرومة الملاطية أو الأرومة الإسمنتية (بالإنجليزية: Cementoblast) هي خلية بيولوجية تتشكل من الخلايا الجُرَيبيّة حول جذر السن، ووظيفتها البيولوجية هي تكوين الملاط، وهو تكوين الملاط (النسيج الصلب المغطي لجذر السن). آلية تمايز الأرومات الملاطية مثيرة للجدل ولكن الأدلة الظرفية تشير إلى أن الظهارة أو المكون الظهاري قد يتسبب في تمايز خلايا كيس الأسنان إلى أرومات إسمنتية، تتميز بزيادة في الطول.  وتتضمن النظريات الأخرى مشاركة غمد جذر هيرتويغ الظهاري (أج إيه أر أس). 

## البناء
إنَّ الأرومات الإسمنتية تشبه الخلايا العظمية المكونة للعظام ولكنها تختلف وظيفيًا ونسيجيًا. خلايا الملاط هي الأرومات الملاطية المحاصرة، الخلايا الملاطية. تقع كل خلية ملاطية في فجوة خاصة بها (جمعها فجوات)، تشبه النمط المُلاحظ في العظم. تحتوي هذه الثغرات أيضًا على قنوات. على خلاف التي تكون في العظم، فإن هذه القنوات الموجودة في الملاط لا تحتوي على أعصاب، ولا تتشعب إلى الخارج. بدلاً من ذلك، تتجه القنوات نحو الرباط اللثوي (پي ديه إل) وتحتوي على عمليات خلية ملاطية موجودة لنشر العناصر الغذائية من الرباط لأنه مشبع بالأوعية الدموية.  تساهم الخلايا السلفية الموجودة أيضًا في منطقة الرباط اللثوي في تمعدن النسيج. 
تفقد الأرومات الإسمنتية الملاطية بمجرد وصولها إلى هذه الحالة، نشاطها الإفرازي وتصبح خلايا ملاطية. ومع ذلك، توجد دائمًا طبقة من الأرومات الملاطية على طول الغطاء الخارجي من الرباط اللثوي؛ يمكن لهذه الخلايا بعد ذلك إنتاج الملاط في حالة إصابة السن (انظر فرط تكون الملاط).

## أنظر أيضا
- الاسمنت
- تولد الملاط
- تطور الأسنان
- الورم الأرومي الملاطي
- المينا
- قائمة أنواع الخلايا البشرية المشتقة من الطبقات المنتشة
- قائمة أنواع الخلايا المميزة في جسم الإنسان البالغ